# Joukojärvi (sjö i Finland)
Joukojärvi är en sjö i Finland. Den ligger i kommunen Suomussalmi i landskapet Kajanaland, i den nordöstra delen av landet, 600 km norr om huvudstaden Helsingfors. Joukojärvi ligger 220,3 meter över havet. Den är 16 meter djup. Arean är 1,16 kvadratkilometer och strandlinjen är 9,04 kilometer lång. Sjön  ingår i Uleälvens huvudavrinningsområde. 